# National Army Museum

Le National Army Museum - litt. : Musée National de l'Armée , musée militaire thématique et historique situé dans le quartier de Chelsea à Londres, c'est le musée national de la British Army.
Le « NAM » est établi non loin du célèbre « Royal Hospital Chelsea » - résidence des « Chelsea Pensioners » - dont il occupe d'ailleurs l'emplacement d'une ancienne infirmerie. Accessible gratuitement au public tout au long de l'année - à l'exception de la période des 24-26 décembre et du 1er janvier - il est repris à l'inventaire des « non-departmental public bodies ».
Il existe de nombreux musées militaires retraçant l'histoire de l'armée britannique au Royaume-Uni - en particulier bon nombre de musées régimentaires locaux dispersés dans tout le pays. À Londres existe aussi le fameux Imperial War Museum, principalement consacré aux conflits du XXe siècle et plus particulièrement aux deux guerres mondiales. Toutefois le « NAM » a été spécifiquement établi pour rappeler l'histoire générale de l'armée en tant qu'institution, évoquer la vie de ceux qui servirent dans ses rangs - tant les soldats britanniques que les indigènes recrutés dans les colonies et dominions - et relater l'impact qu'eût l'institution et l'histoire militaires sur celle du royaume, de l'Europe et du reste du monde - depuis l'époque de la conquête normande jusqu'au XXIe siècle et aux conflits contemporains.

## Historique

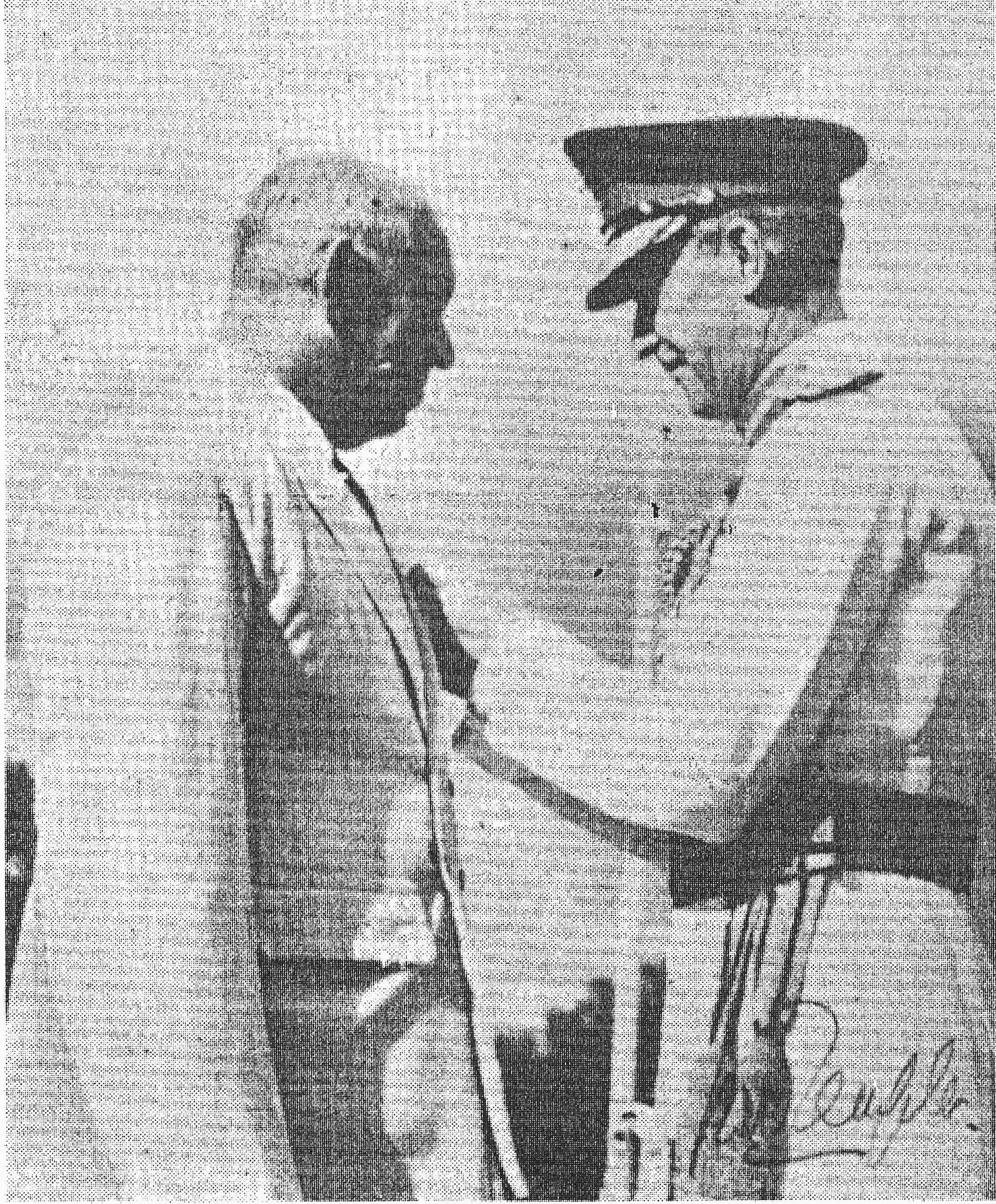
Sir Gerald Walter Robert Templer (à droite sur la photo), ancien haut-commissaire britannique de Malaisie, fut le fervent promoteur du projet du National Army Museum qu'il finança pour une large part sur ses fonds personnels.

Le projet du National Army Museum remonte à la fin des années 1950 et le musée doit avant tout son existence à la volonté et au travail acharné du Field Marshal Sir Gerald Walter Robert Templer - qui a d'ailleurs prêté son nom au centre d'études du musée. Le National Army Museum fut institué par charte royale en 1960 dans le but de préserver et exposer des pièces et collections en rapport avec l'histoire de l'armée du Royaume-Uni et des nations du Commonwealth avant leur indépendance. 
Le NAM accéda au statut de « non-departmental public body » en 1983 au terme du « National Heritage Act ». L'aide annuelle allouée par le Ministère de la Défense (Ministry of Defence (MoD)) est gérée par le directeur du musée au nom du conseil d'administration (« the Board of trustees of the National Army Museum »).
Les collections furent dans un premier temps hébergées dans une ancienne école d'équitation de la « Royal Military Academy » de Sandhurst mais depuis 1971 le musée est installé dans un bâtiment spécialement construit à cet effet sur la « Royal Hospital Road » dans le quartier londonien de Chelsea. Le site était précédemment celui d'une ancienne infirmerie du « Royal Hospital Chelsea » et avant cela encore, celui de la « Walpole House », résidence de Robert Walpole, considéré comme le tout premier « Prime Minister of the United Kingdom, ». Les lieux furent sévèrement endommagés pendant le Blitz et restèrent inoccupés jusqu'à leur sélection comme site d'installation du nouveau musée. La construction du bâtiment actuel, conçu par le bureau d'architectes William Holford & Partners (en) dans le style « brutaliste », débuta à partir de 1961 pour se terminer dix ans plus tard. Les locaux furent inaugurés par la reine Élisabeth II le 11 novembre 1971, la plupart des fonds nécessaires à la construction ayant été donnés par Sir Gerald Templer lui-même.
En 1992, le musée régimentaire du « Middlesex Regiment (en) » fut contraint de fermer ses portes et ses administrateurs décidèrent le transfert de ses collections au National Army Museum. Un sort similaire affecta le « Museum of Army Transport » en 2005 et ses collections furent également transférées au NAM. Depuis 2000, le National Army Museum est également propriétaire de celles du musée du « Royal East Kent Regiment (The Buffs) (en) », collections qui sont conservées à Canterbury plutôt que Chelsea.
Ian Robertson, qui dirigea le musée de 1988 jusqu'à sa mort en 2003, lança en son temps l'idée d'une extension du musée - le « National Army Museum North » - sur le domaine militaire de Catterick dans la ville éponyme mais des problèmes de financement et de planning ont provisoirement mis le projet sous le boisseau.  Le National Army Museum a connu une réorganisation majeure de ses expositions en 2006-07 et d'autres projets ont entretemps été mis en route sous la direction, depuis 2010, de Mme Janice Murray.

## Localisation et organisation générale du Musée

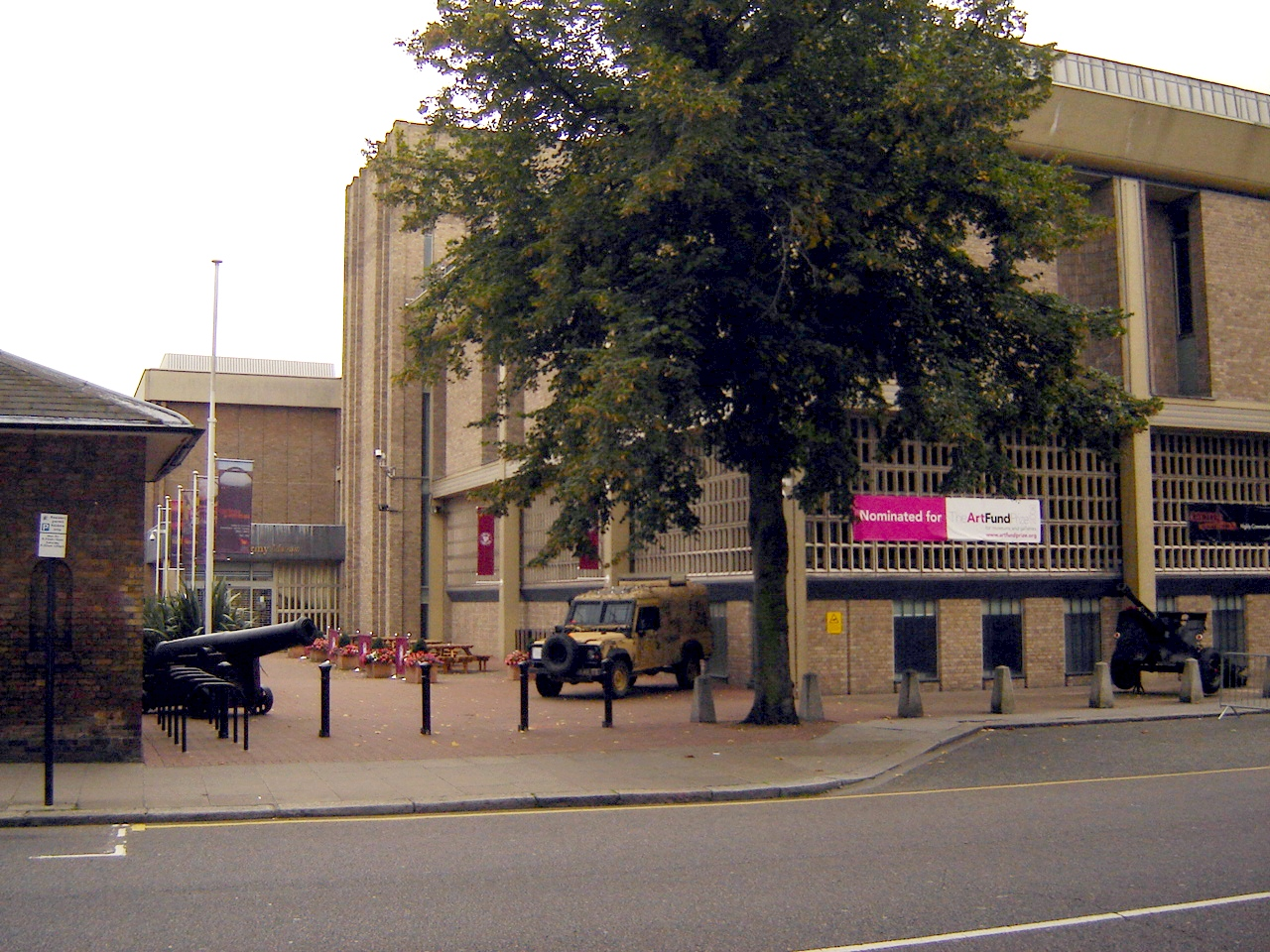
L'entrée principale du National Army Museum sur Royal Hospital Road.

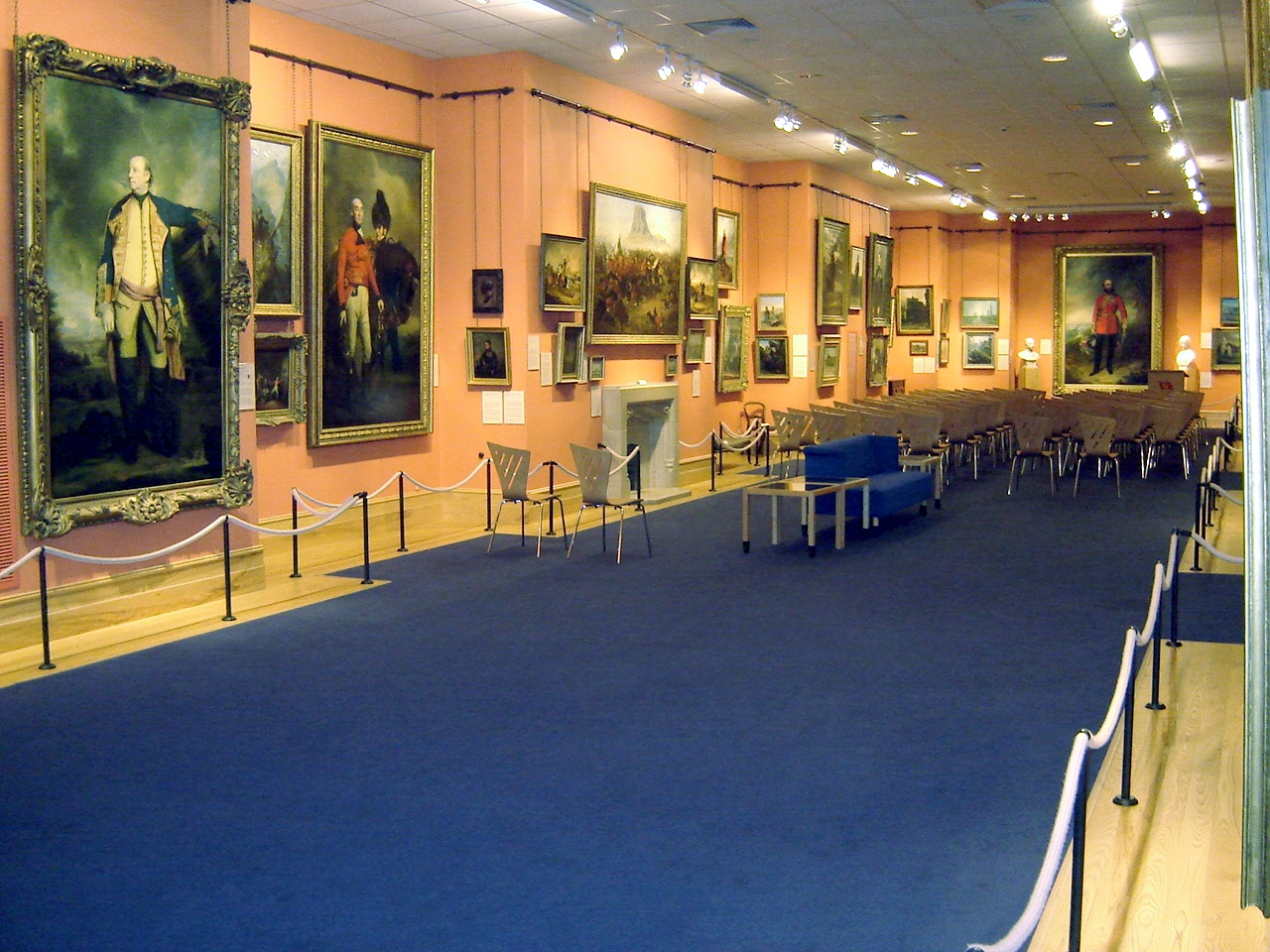
L' « Art Gallery » présente de nombreuses œuvres mondialement connues.

L'accès du public se fait par l'entrée principale donnant sur la Royal Hospital Road (en) (Greater London, Kensington & Chelsea, London SW3 4HT). Il est accessible via les stations de métro de Sloane Square   et Victoria Station    .
Le National Army Museum compte quatre galeries thématiques permanentes, agencées chronologiquement ainsi qu'une galerie d'art, elle aussi permanente.
Les galeries thématiques permanentes sont les suivantes :
- « Making of Britain - 1066-1783 » (sous-sol et escalier menant au rez-de-chaussée)
- « Changing The World - 1784-1904 » (1er étage)
- « World Wars - 1905-1945 » (2e étage)
- « Conflicts of Interest » (3e étage)

La galerie d'art est située au 3e étage où se trouve également le « White Space » dévolu aux expositions temporaires.
Les corridors de la cage d'escalier accueillent de manière permanente les collections d'arts décoratifs du musée. Celui situé entre le sous-sol et le rez-de-chaussée accueille en particulier la collection consacrée à la Guerre d'indépendance des États-Unis dans le prolongement de l'exposition « Making of Britain » et celui entre les 3e et 4e étage des expositions temporaires comme celle intitulée  « Korea 1950 - 53: The Cold War's Hot War », inaugurée en mars 2010.

### Le «Templer Study Centre»
Le musée offre également un espace consacré à la recherche, le « Templer Study Centre », ouvert trois jours par semaine au sous-sol : les chercheurs peuvent ainsi utiliser les ressources, les infrastructures et les collections du musée pour y mener leurs études personnelles sur les campagnes, unités, personnalités et l'histoire des forces armées britanniques.

### Zone «enfants»
Le National Army Museum offre également un espace « enfants » - la « Kids' Zone » - au rez-de-chaussée pour leur permettre une pause pendant la visite du musée : il s'agit un espace de détente inter-actif offrant une variété d'activités telle une zone récréative pour les petits, des plateaux de jeux, tables à langer, etc..

## Galeries permanentes

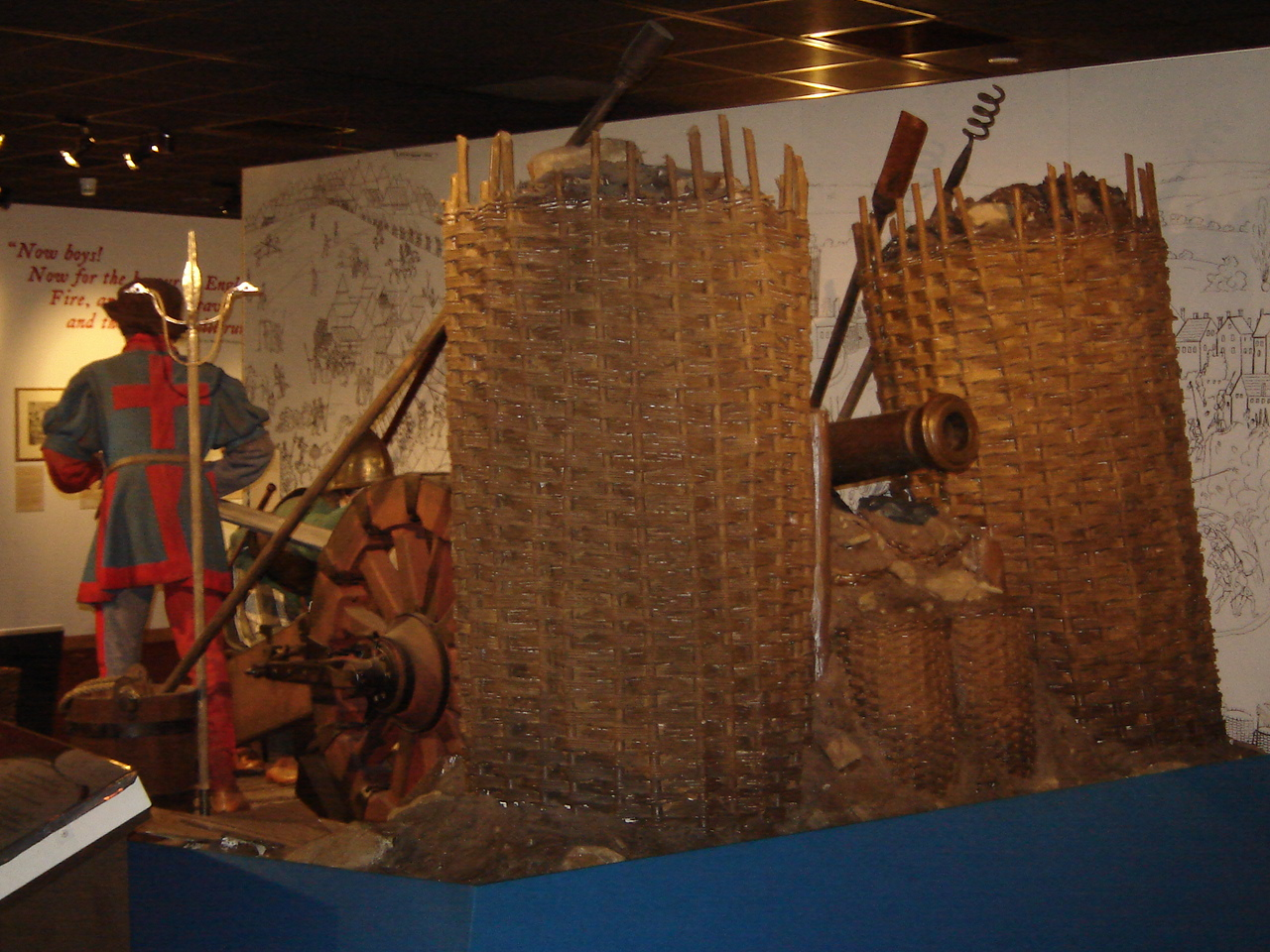
« The Making of Britain » relate l'histoire du Royaume-Uni et de son armée. Un diorama central met en scène un canon de l'époque Tudor, remonté sur une réplique d'affût d'époque, lors du Siège de Boulogne (1544).

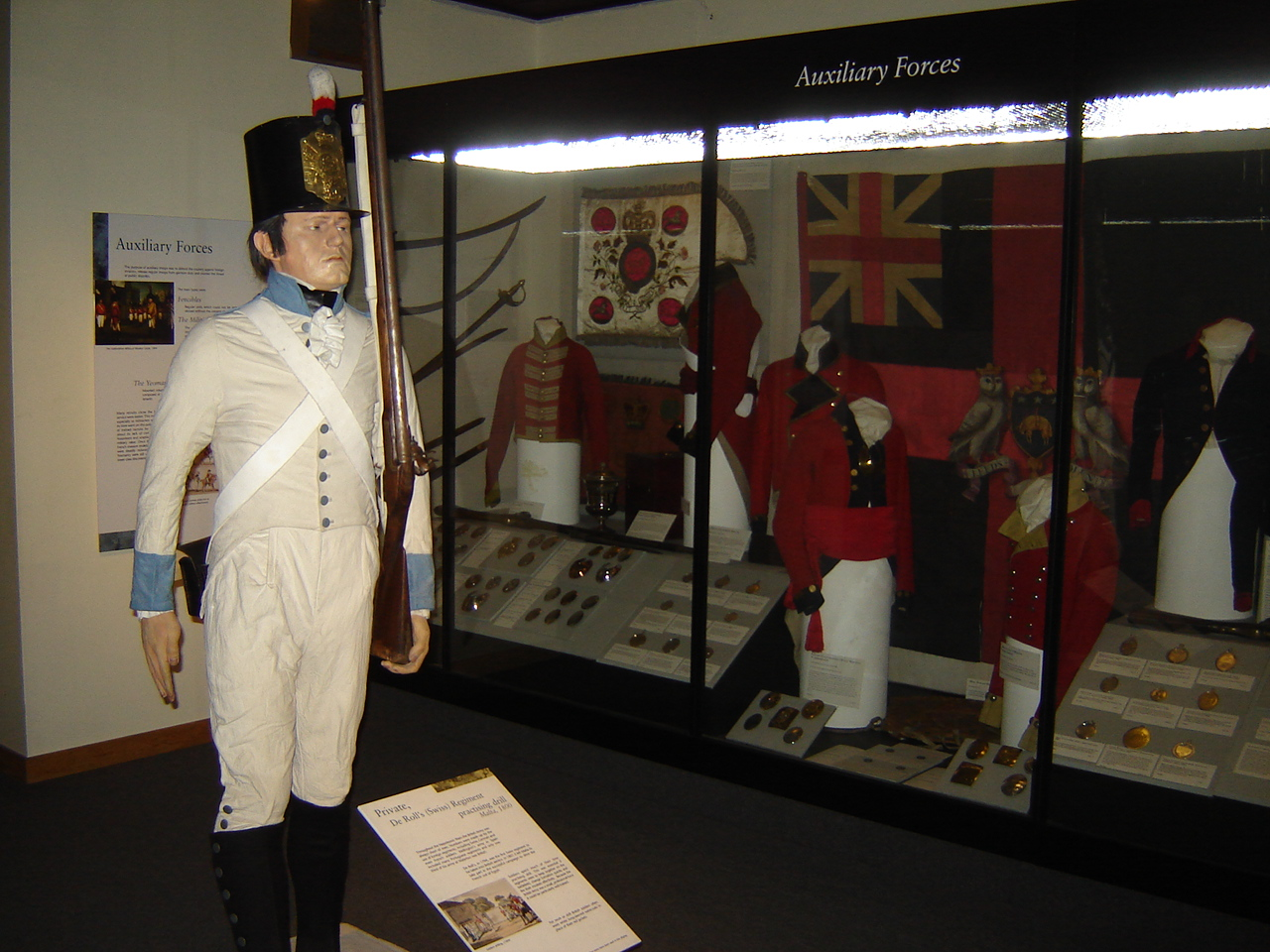
« Changing the World » : vitrine évoquant les guerres napoléoniennes.

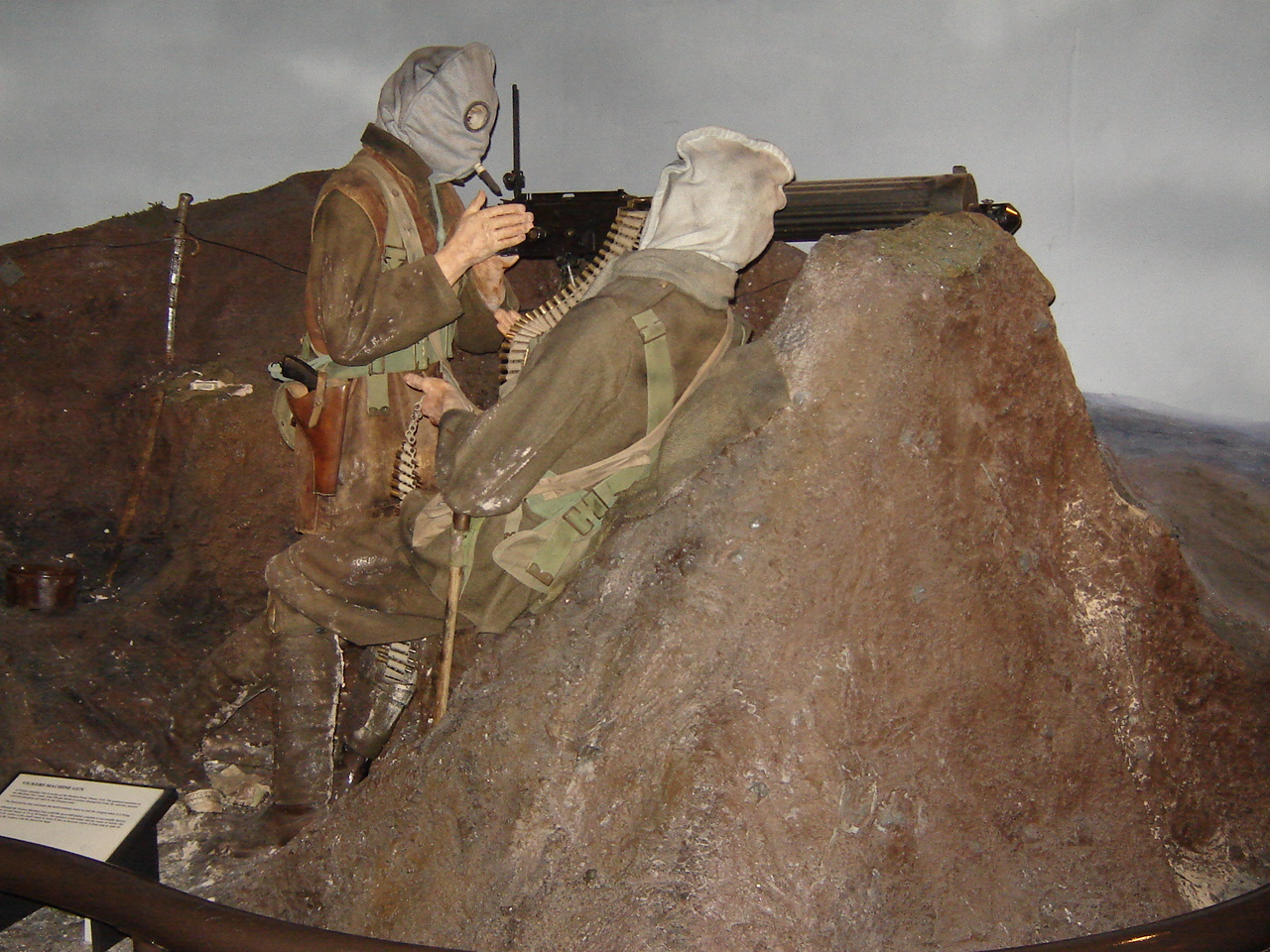
« World Wars » : diorama représentant les servants d'une mitrailleuse lourde en tenue anti-gaz pendant la Première Guerre mondiale.

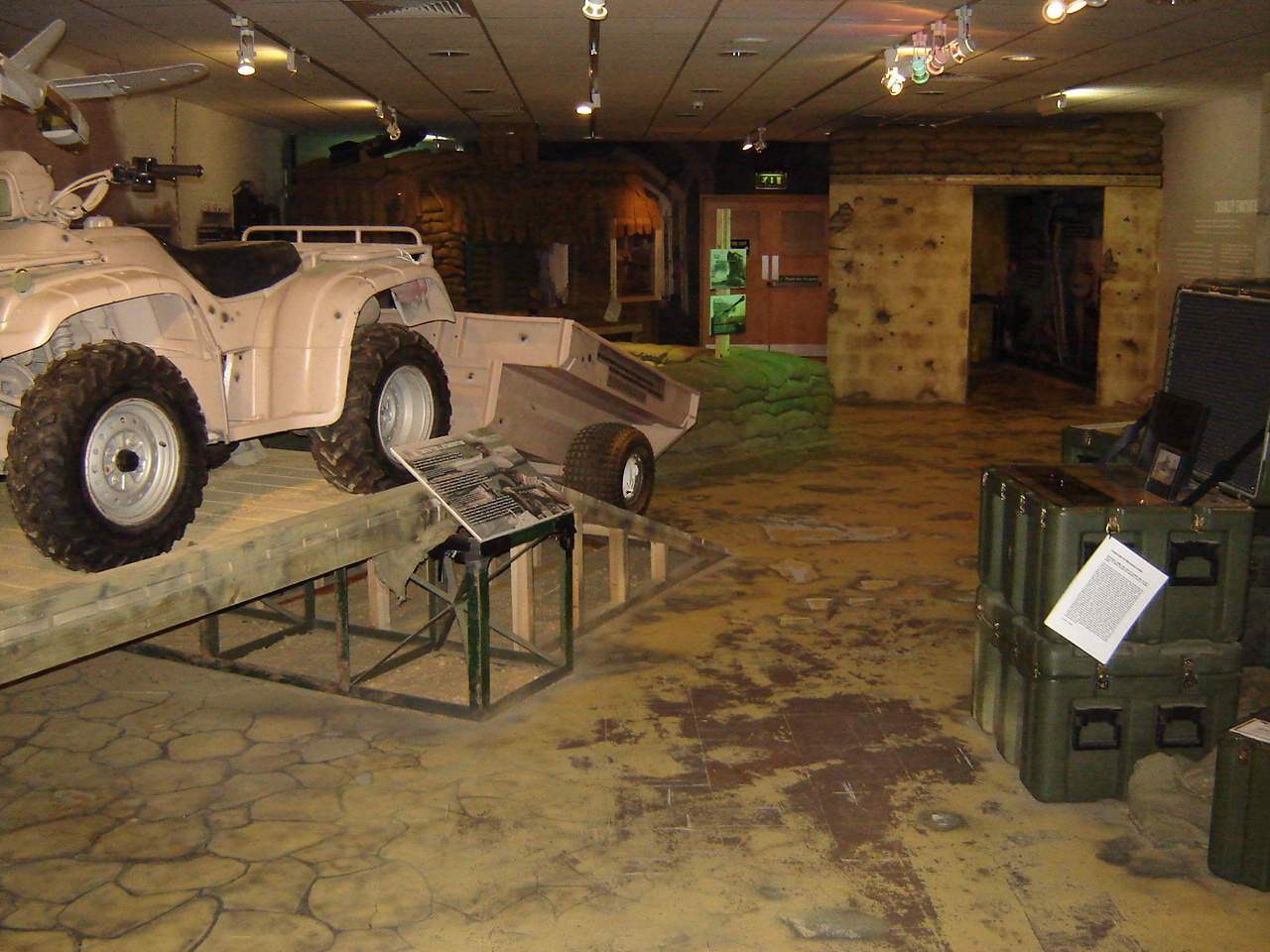
« Conflicts of Interest » : matériel utilisé par la British Army en Afghanistan.

### «Making of Britain 1066-1783»
Conçue pour relater chronologiquement l'histoire de la nation britannique, cette galerie retrace les invasions étrangères, les conflits et rébellions internes, les premiers conflits avec les grandes puissances continentales européennes, la première armée permanente, les relations entre l'Angleterre, l'Irlande et l'Écosse et la création du Royaume-Uni en tant qu'entité politique ainsi que le développement de l'armée britannique. Cet espace évoque aussi les premières entreprises coloniales britanniques et la part qu'y prirent les forces armées.
L'exposition s'ouvre sur une courte présentation de l'histoire des forces terrestres britanniques depuis l'époque de la bataille d'Hastings jusqu'à la veille de la Guerre civile anglaise - couvrant notamment la guerre de Cent Ans et la guerre des Deux-Roses. L'exposition principale retrace l'histoire de l'armée britannique depuis l'ère des guerres civiles en passant par la Glorious Revolution et les guerres européennes des XVIIe et XVIIIe siècles, dont entre autres la guerre de Succession d'Autriche, la Rébellion jacobite et la guerre de Sept Ans. Elle relate aussi les premiers engagements britanniques aux Indes dont notamment le triste épisode dit du « Trou Noir de Calcutta » et se termine sur la guerre d'indépendance des États-Unis. 
La galerie accueille une peinture à l'huile du Général James Wolfe réalisée par J.S.C. Schaak dont le Musée a empêché l'exportation en avril 2008  grâce au « Committee on the Export of Works of Art and Objects of Cultural Interest ».

### «Changing the World 1784-1913»
L'espace « Changing the World » se focalise sur le rôle joué par la Grande-Bretagne dans la construction du monde moderne aux époques impérialistes. Il relate l'histoire des rivalités avec les autres puissances impérialistes européennes, l'expansion et la défense du commerce et des intérêts britanniques et la création de l'Empire. La galerie évoque également l'héritage de cet Empire à l'époque contemporaine. Un éclairage particulier est porté sur les guerres napoléoniennes et les guerres des Boers.
Elle abrite également l'extraordinaire diorama de la bataille de Waterloo réalisé au XIXe siècle par l'historien William Siborne. Un espace ludique interactif - la « Victorian Soldier Action Zone » - est par ailleurs mis à la disposition des enfants.

### «World Wars 1914-1945»
L'armée britannique a joué un rôle crucial et décisif au cours des deux guerres mondiales. Cette galerie montre les horreurs de ces deux conflits et donne un aperçu de ce que fut la vie des soldats britanniques au cours de ceux-ci. Il met aussi en exergue le rôle joué par les forces coloniales britanniques et les forces alliées. 
Cette galerie offre elle aussi un espace ludique interactif - baptisé « The World's Army - Empire, Dominions and Commonwealth at War 1914 - 45 Action Zone » - au travers duquel les plus jeunes visiteurs découvrent la vie de gens du monde entier entraînés dans les deux guerres mondiales.

### «Conflicts of Interest»
La galerie Conflicts of Interest est consacrée à quatre décennies de conflits internationaux et examine le rôle joué par la British Army dans le monde et l'impact du statut d'engagé(e) dans la vie quotidienne. L'exposition comprend des souvenirs personnels des personnels militaires masculins et féminins et de civils de même que des documents iconographiques exclusifs et des objets appartenant aux collections propres du musée. 
Les conflits évoqués sont notamment la Première guerre du Golfe, « The Troubles » en Irlande du Nord, la guerre du Kosovo, la guerre en Bosnie et la guerre des Malouines ainsi que la guerre en Afghanistan.

### La galerie d'Art

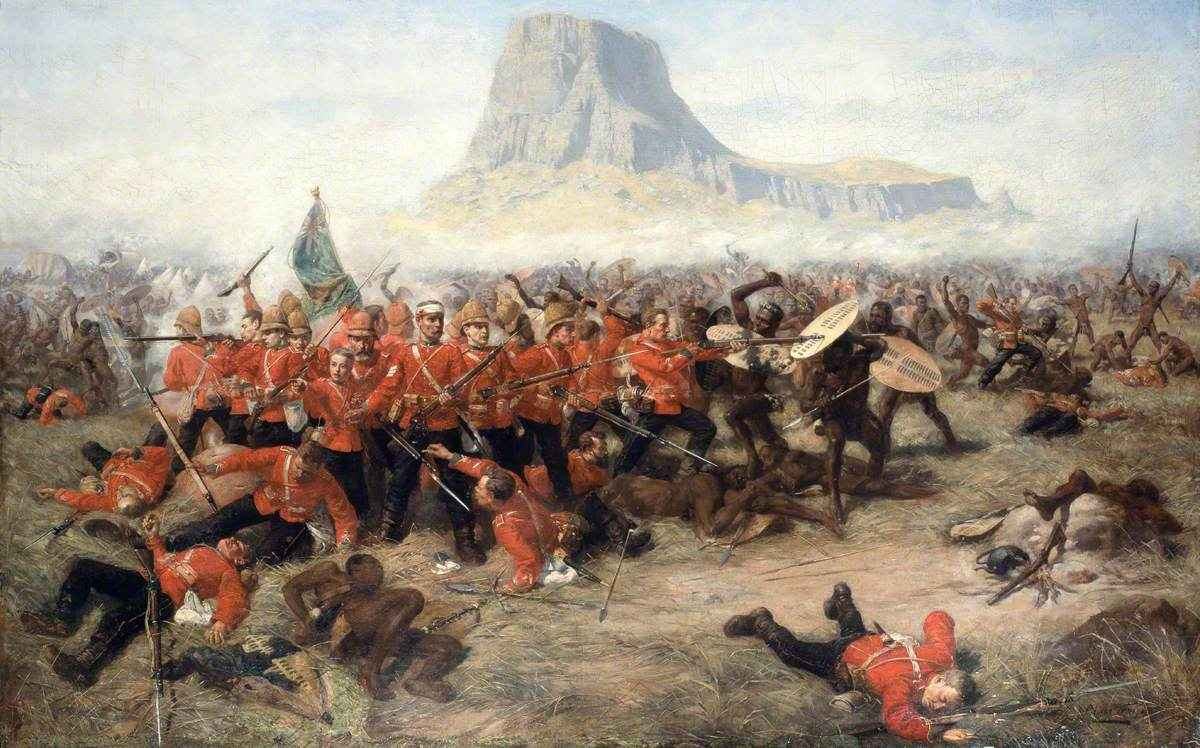
Tableau de la bataille d'Isandlwana par Charles Edwin Fripp (1854-1906) - œuvre datée de 1885 présentée dans la galerie d'Art.

La « National Army Museum's Art Gallery » héberge de nombreuses œuvres originales d'une exceptionnelle qualité en relation avec l'histoire de l'armée britannique.
La collection compte des exemples remarquables de scènes de batailles dramatiques ainsi que de nombreux portraits de personnalités ayant particulièrement marqué l'institution militaire ou de figures considérées comme des héros nationaux pour leurs contributions à l'histoire britannique.
La galerie d'Art compte aussi quantité d'œuvres de renommée internationale dont notamment celles de Jan Wyck, John Wootton, Sir Joshua Reynolds, Thomas Gainsborough et Benjamin West. On y trouve également les travaux de peintres militaires réputés du XIXe siècle comme Sir Henry Raeburn, Francis Cotes, George Jones, Lady Butler et Richard Caton Woodville ou plus récents, tels Rex Whistler et John Keane (en).

## Les expositions temporaires

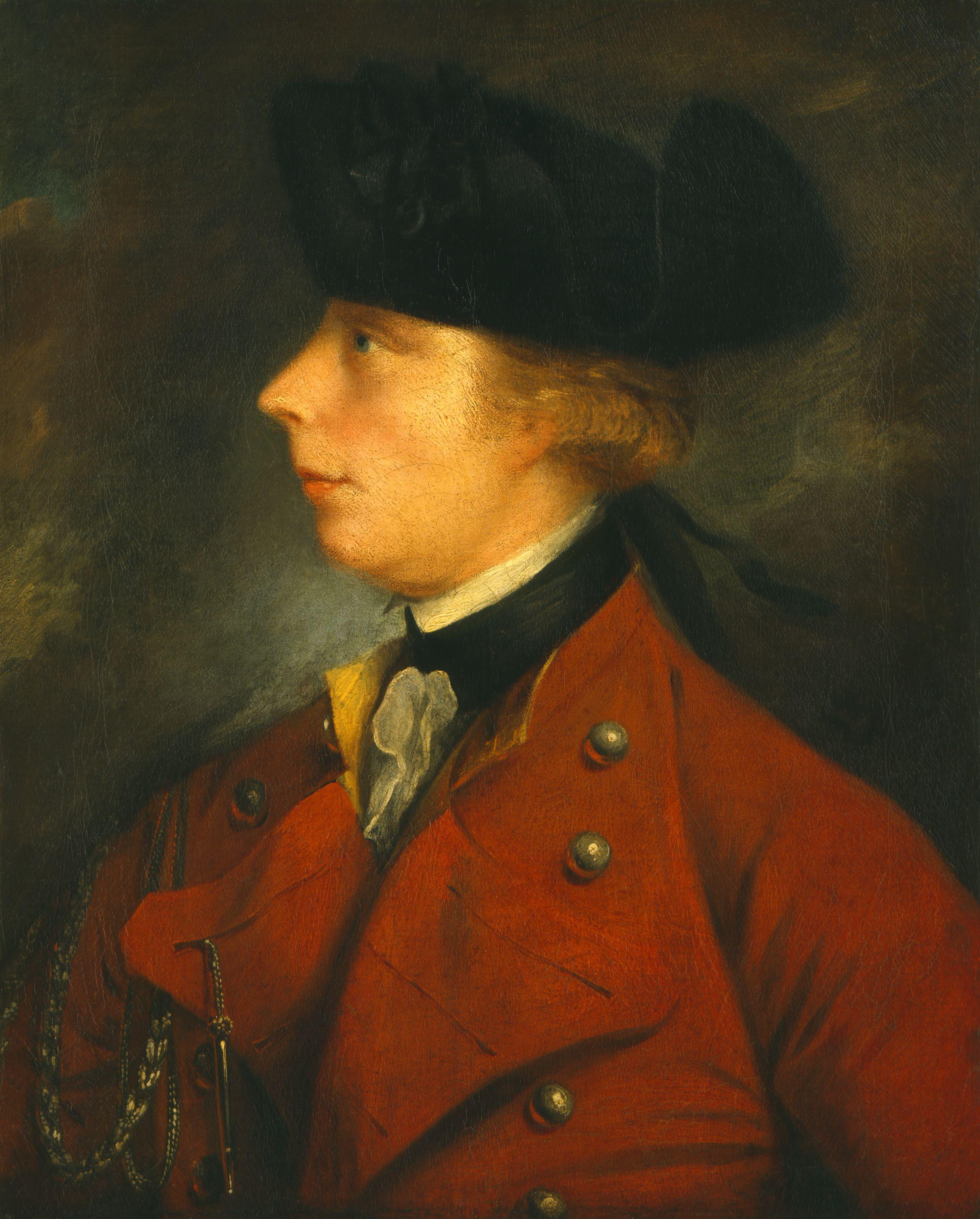
Le portrait de James Wolfe, peint par J.S.C. Schaak, conservé au National Army Museum (détail).

Le musée présente également régulièrement des expositions temporaires thématiques dans un espace à ce réservé au rez-de-chaussée.
Jusqu'au 18 avril 2010, il a ainsi présenté l'exposition « War Boy: The Michael Foreman Exhibition », une présentation interactive familiale sur le thème complexe des guerres mondiales et des relations des civils avec l'armée britannique. Cette exposition présentait notamment des œuvres originales de l'illustrateur pour livres d'enfants Michael Foreman ainsi que des objets des collections du musée. En septembre, l'histoire et le souvenir des Guerres anglo-afghanes seront ensuite abordés dans une exposition intitulée « The Road to Kabul: British Armies in Afghanistan, 1838 - 1919 ». 

### «The White Space»
Inauguré en juin 2009, « The White Space » est un espace plus particulièrement dévolu aux expositions temporaires qui ont lieu tout au long de l'année. Début 2010, l'exposition « First Shots », consacrée aux premiers reportages de guerre photographiques, y était présentée suivie en mai  par celle intitulée « Indian Art, Indian Armies: Soldiers, collectors and artists 1780 - 1880 » abordant les échanges culturels entre Royaume-Uni et Inde aux XVIIIe et XIXe siècles.

## Autres services et activités
Le National Army Museum possède également sa propre maison d'éditions dont les publications historiques peuvent être consultées au « Templer Study Centre » ou acquises au magasin du musée.

## Sources
- (en) Cet article est partiellement ou en totalité issu de l’article de Wikipédia en anglais intitulé « National Army Museum » (voir la liste des auteurs).
- (en) Website officiel du National Army Museum.

### Autres musées militaires à Londres
- Honourable Artillery Company Museum
- Imperial War Museum
- The Guards Museum - Household Cavalry Museum : musées respectivement consacrés aux régiments d'infanterie et de cavalerie de la Garde.

### Varia
- Histoire militaire du Royaume-Uni